# Бержанай
Бержанай (Beržanai) — село у Литві, Расейняйський район, Шилувське староство, знаходиться за 4 км від села Зайґінюс. Станом на 2001 рік у селі проживало 5 людей.

## Принагідно
- мапа із зазначенням місцерозташування [Архівовано 6 серпня 2018 у Wayback Machine.]

| Литва | Це незавершена стаття з географії Литви. Ви можете допомогти проєкту, виправивши або дописавши її. |